# W Connection Football Club
Il W Connection Football Club è una società calcistica trinidadiana.

## Palmarès

### Competizioni nazionali
- Campionato di Trinidad e Tobago: 6

2000, 2001, 2005, 2011/12, 2013/14, 2018
- Coppa di Trinidad e Tobago: 5

1999, 2000, 2002, 2013-2014, 2017
- Coppa di Lega di Trinidad e Tobago: 8

2001, 2004, 2005, 2006, 2007, 2008, 2015, 2017
- Trinidad e Tobago Charity Shield: 2

2012, 2013
- Trinidad e Tobago Classic: 3

2005, 2011, 2013
- Trinidad e Tobago Goal Shield: 2

2009, 2013
- Trinidad e Tobago Pro Bowl: 4

2004, 2007, 2013, 2014

### Competizioni internazionali
- CFU Club Championship: 4

2001, 2002, 2006, 2009

### Altri piazzamenti
- Trinidad & Tobago FA Cup:

Finalista: 2003, 2008, 2009
- Coppa di Lega di Trinidad e Tobago:

Finalista: 2002, 2003
- CFU Club Championship:

Finalista: 2000, 2003, 2012, 2015, 2016